# Александровка (район Магжана Жумабаева)
Александровка (каз. Александровка) — село в районе Магжана Жумабаева Северо-Казахстанской области Казахстана. Административный центр Александровского сельского округа. Код КАТО — 593635100.

## География
В 12 км к северу от села находится озеро Кельтесор.

## История
Основано в 1906 г. переселенцами немцами меннонитами. С 1929 по 1973 г. — отделение совхоза «Возвышенский», с 1973 по 1995 — центральная усадьба зерносовхоза «Александровский».
В селе родился Герой Социалистического Труда И.Я. Эннс

## Население
На 1925 год проживало 180 человек. В 1999 году население села составляло 704 человека (350 мужчин и 354 женщины). По данным переписи 2009 года, в селе проживало 455 человек (221 мужчина и 234 женщины).